# 坂上香織 (陸上選手)
坂上 香織（さかがみ かおり、旧姓:吉田、1974年5月12日 - ）は、陸上競技短距離走選手。女子100mの元日本記録保持者である。
福井県立高志高等学校卒業、金沢大学大学院教育学研究科保健体育課専攻修了。2004年に現役を引退。現在は吉田に姓を戻し、高野進のもと、日産スタジアム・アスレティクスアカデミーにてコーチとして市民に陸上の楽しさを教えている。

## 主な成績
- 1988年 全日中 100m 優勝（12”17　+0.7）

（中学日本新記録樹立12”12）
- 1988年 ジュニアオリンピック C100m 優勝（12”19　+0.4）
- 1989年 日本選手権 100m 5位（12”18　+0.3）
- 1991年 日本選手権 100m 4位（11”92　0.0）
- 1991年 世界選手権（東京） 4×100mR 代表補欠
- 1991年 アジア選手権（マレーシア・クアラルンプール） 4×100mR 3位（45”25　1走）
- 1992年 日本選手権 100m 6位（12”49　-1.0）
- 1993年 日本選手権 100m 7位（12”27　-0.1）
- 1994年 日本選手権 100m 6位（12”20　-1.3）
- 1994年 国民体育大会 成年B100m 優勝（11”82　+1.3）
- 1995年 日本選手権 100m 8位（12”07　-0.6）
- 1995年 日本インカレ 100m 優勝（11”76　+2.8）
- 1995年 ユニバーシアード（福岡） 100m 2次予選1組6着（11”95　+1.0）
- 1995年 ユニバーシアード（福岡） 4×100mR 5位（44”80　3走）
- 1996年 日本選手権 100m 2位（11”64　+0.4）
- 1996年 国民体育大会 成年100m 優勝（11”58　+0.7）
- 1996年 日本記録 および日本学生記録樹立 （11”56　+1.6）
- 1997年 東アジア競技大会（韓国・釜山） 100m 2位（11”49　+2.5）
- 1997年 東アジア競技大会（韓国・釜山） 4×100mR 2位（45”16　3走）
- 1997年 全日本実業団 100m 優勝（11”66　0.0）
- 1997年 世界選手権（ギリシャ・アテネ） 4×100mR 予選2組8着（44”56　2走）
- 1997年 日本選手権 100m 優勝（11”55　+1.3）
- 1997年 国民体育大会 成年100m 優勝（11”63　+1.7）
- 1998年 アジア選手権（福岡） 100m 予選1組3着（12”05　-2.2）
- 1998年 アジア選手権（福岡） 4×100mR 2位（44”45　1走）
- 1999年 日本選手権 100m 3位（12”01　-2.2）
- 1999年 世界選手権（スペイン・セビリア） 4×100mR 予選3組5着（44”80　3走）
- 2000年 全日本実業団 100m 優勝（11”79　-1.5）
- 2000年 アジア選手権（インドネシア・ジャカルタ） 100m 8位（11”83　-1.0）
- 2000年 アジア選手権（インドネシア・ジャカルタ） 4×100mR 5位（45”26　4走）
- 2000年 日本記録樹立 （11”42　+0.7）
- 2001年 日本選手権 100m 2位（11”32　+3.7）
- 2000年 全日本実業団 100m 優勝（11”42　+0.4）
- 2002年 日本選手権 100m 2位（11”65　-0.4）
- 2002年 アジア競技大会（韓国・釜山） 100m 予選1組6着（11”8　+0.6）
- 2002年 アジア競技大会（韓国・釜山） 4×100mR 4位（44”59　4走）
- 2003年 日本選手権 100m 2位（11”71　-0.7）
- 2003年 世界選手権（フランス・パリ） 4×100mR 予選3組4着（44”57　3走）
- 2003年 アジア選手権（フィリピン・マニラ） 100m 6位（11”90　-0.2）
- 2003年 アジア選手権（フィリピン・マニラ） 4×100mR 2位（44”56　2走）
- 2003年 国民体育大会 成年100m 優勝（11”59　0.0）
- 2004年 日本選手権 100m 優勝（11”39　+1.1） 日本歴代2位

## 記録
- 100m - 11秒39 （2004年6月5日、日本歴代4位）